# Quema de Derry
La quema de Derry tuvo lugar el 19 de abril de 1608 durante la Rebelión de O'Doherty, cuando Sir Cahir O'Doherty lideró una fuerza de rebeldes para asaltar Derry, Úlster. Lanzó su rebelión con un ataque contra la guarnición de Derry, que fue tomada gracias al elemento sorpresa. La ciudad fue destruida casi por completo por el fuego.

## Antecedentes
O'Doherty era el lord celta de Inishowen. Se había aliado con el gobierno durante la Guerra de los Nueve Años (1594-1603), y ha sido descrito como «un héroe de guerra juvenil del lado de la corona». Durante el conflicto, luchó junto a las tropas de Sir Henry Docwra desde la base clave de Derry. O'Doherty, junto con otros señores irlandeses pro-ingleses, estaban descontentos cuando el Tratado de Mellifont restauró a los principales rebeldes, Hugh O'Neill, conde de Tyrone, y Rory O'Donnell, I Conde de Tyrconnell, la tierra que se le había prometido a ellos.
O'Doherty estaba aún más inquieto cuando su amigo y aliado Docwra fue reemplazado como gobernador de Derry por Sir George Paulet. En los años posteriores a la guerra, Paulet confrontaba y antagonizaba continuamente a O'Doherty, quien apeló al gobierno de Dublín, que generalmente se alineaba con Paulet. O'Doherty intentó utilizar sus contactos en Londres para asegurarse un papel de cortesano que le hubiera dado una influencia mucho mayor, y buscó un puesto en la casa de Enrique Federico, príncipe de Gales.
Las continuas disputas con Paulet empujaron a O'Doherty a emprender finalmente una rebelión, que parece haber comenzado de improviso. Desconocido para él, el mismo día en que comenzó su rebelión, el gobierno de Londres había aprobado su solicitud de cortesano del príncipe de Gales, y, en general, se había puesto del lado de él en contra de la administración de Dublín.

## Ataque
Después de engañar a su amigo el capitán Henry Hart, invitándolo a cenar para luego tomarlo prisionero, O'Doherty pudo tomar el control de Culmore Fort, el puesto que Hart le negó. Este era un gran arsenal, que usó para armar a sus seguidores. A las 2 a. m., O'Doherty lideró entre setenta y cien seguidores contra la cercana ciudad de Derry.
Aunque la guarnición contaba con un centenar de soldados, contando, además, con muchos otros hombres entre la población civil que podían portar armas, fueron completamente tomados por sorpresa ya que no se habían apostado centinelas. O'Doherty fue capaz de tomar el fuerte inferior sin derramamiento de sangre, pero su compañero Phelim MacDavitt tuvo un trabajo más duro en el fuerte superior. Alguna resistencia fue dirigida por un teniente Gordon, pero rápidamente fue abrumada y asesinada. Alrededor de media docena de hombres fueron asesinados en cada lado durante la breve lucha en Derry Fort.
En la misma ciudad, O'Doherty y sus hombres persiguieron a sus enemigos. Según los informes, Phelim MacDavitt asesinó al gobernador George Paulet cerca de su casa, mientras que O'Doherty atacó a un sheriff llamado Harrison. Sin embargo, varios otros funcionarios buscados por O'Doherty estaban ausentes. Los colonos restantes se refugiaron en la residencia del obispo George Montgomery, que también estaba ausente en ese momento. Se rindieron a O'Doherty, quien les aseguró que «no era sangre lo que él buscaba». Las acciones de O'Doherty sugieren que él estaba apuntando principalmente a aquellos que él personalmente consideraba sus enemigos, en lugar de contemplar una masacre al por mayor.

## Incendio
La ciudad de Derry fue destruida, con todas sus ochenta y cinco casas quemadas, incluida la residencia del obispo. Montgomery era amigo de O'Doherty y se había puesto del lado de él en su disputa con Paulet, con quien él mismo había tenido dificultades. Sin embargo, los insurgentes incendiaron la casa y la biblioteca de Montgomery, a pesar de que le ofrecieron 100 £ para salvar los dos mil libros que allí se hallaban. La destrucción de los libros se debió a que fueron considerados herejes por los rebeldes católicos, en lugar de «un acto de destrucción absurda y sin sentido».
Algunos presos fueron liberados poco después, pero figuras más importantes como la esposa y la hermana del obispo Montgomery fueron detenidas como rehenes. Estos prisioneros fueron llevados a la residencia de O'Doherty en el castillo Burt, Donegal. Por su participación en la quema, los MacDavitts se hicieron conocidos por sus vecinos protestantes como los "Burn-Derrys", aunque este nombre a veces también se aplica al propio O'Doherty.
Las noticias de la caída de Derry causaron alarma en Dublín, en parte porque el ejército irlandés era muy pequeño en ese momento y no estaba preparado para responder al levantamiento del norte. A Paulet se le culpó ampliamente de la derrota ya que sus soldados y colonos lo odiaron, se había ganado la enemistad con los señores locales como O'Doherty y no había tomado los preparativos militares básicos como la publicación de una guardia nocturna. Había ignorado las advertencias que le enviaba Richard Hansard, el comandante de Lifford, sobre actividades sospechosas en el área unos días antes. Se observó que «los rebeldes le quitaron la vida, sin dejarlo en las manos de la justicia en el Estado».

## Consecuencias
O'Doherty obtuvo apoyo después de su victoria en Derry, y sus fuerzas se extendieron por el Úlster incendiando otros varios asentamientos. O'Doherty posiblemente esperaba que el gobierno le ofreciera un acuerdo, como había sucedido durante las rebeliones de décadas anteriores, en lugar de arriesgarse a una guerra larga y costosa. Esta perspectiva se vio frustrada por la rápida respuesta de Sir Arthur Chichester en Dublín, quien supervisó el envío de los refuerzos que podía enviar hacia el norte y el aumento de las fuerzas celtas leales. Pronto recuperaron las ruinas quemadas de Derry. La fuerza principal de los rebeldes fue derrotada en la batalla de Kilmacrennan, donde O'Doherty fue asesinado. Un grupo de rebeldes restantes resistió hasta el final en el asedio de la isla Tory, pero el levantamiento había sido derrotado rápidamente.
Una de las consecuencias del levantamiento fue un cambio importante en la planificada colonización del Úlster, que anteriormente tenía la intención de involucrar a unos pocos asentamientos limitados, junto con una nueva distribución de las tierras entre los líderes celtas leales. Sin embargo, después del ataque de O'Doherty contra Derry, el gobierno ya no confiaba en muchos de los líderes gaélicos, incluso en aquellos que no se habían rebelado, y trajo un esquema más ambicioso de importar un gran número de colonos ingleses y escoceses. Por lo tanto, los líderes celtas obtuvieron una porción menor de la división de tierras de lo que se había planeado anteriormente. Derry fue reconstruido después de su destrucción y fue renombrado como Londonderry, convirtiéndose en una parte integral de la nueva colonización.
Debido a su importante ubicación estratégica, Derry fue el sitio de varias acciones militares adicionales a lo largo del siglo XVII durante las guerras confederadas de Irlanda y la Guerra Guillermita, especialmente durante el asedio de Derry de 1689.